# Simested Å
Simested Å är ett vattendrag i Danmark. Det ligger i den nordvästra delen av landet, 220 km väster om Köpenhamn.
Ån flyter upp i Rebilds kommun, bildar tidvis gräns mot Mariagerfjords kommun, passerar Ålestrup i Vesthimmerlands kommun och mynnar i Hjarbæk Fjord strax norr om Skals i Viborgs kommun.